# Charles du Houx de Vioménil
Charles-Joseph-Hyacinthe du Houx de Vioménil (Ruppes, 22 agosto 1734 – Parigi, 5 marzo 1827) è stato un generale francese, maresciallo di Francia dal 1816.

## Biografia
Secondo figlio di François Hyacinte du Houx, barone di Belrupt e signore di Fauconcourt, e di Marie-Anne De la Vallée de Razecourt, intraprese ben presto, come il fratello Antoine Charles, il mestiere delle armi ed entrò a 13 anni nel Reggimento del Limosino, col grado di sottotenente. Nella guerra di successione austriaca era presente alla battaglia di Lauffeldt e alla successiva conquista di Bergen op Zoom.
Nella guerra dei sette anni fu aiutante di campo del generale Chevert, nelle campagne del 1757 e 1758 in Germania. Decorato con l'Ordine di San Luigi nel 1760, colonnello nel 1761, brigadiere delle armate del re nel 1763, fu inviato in Corsica nel 1768 per comandare una brigata di fanteria all'atto dell'annessione dell'isola. Di ritorno in Francia nel 1769, fu nominato colonnello del 9º Reggimento Chasseurs à cheval nel 1770. Sposò il 28 aprile 1772 Anne-Marguerite Olivier de Vaugien, figlia di Jacques-David Olivier, signore di Vaugien e di Courcelles.
Maresciallo di campo nel 1780, servì nella guerra d'indipendenza americana agli ordini di Rochambeau, e a fianco del fratello, sino alla firma del Trattato di Parigi del 1783. Al ritorno fu nominato ispettore delle truppe a cavallo, posto che tenne dal 1783 al 1788. Commendatore dell'Ordine di San Luigi nel 1789, occupò il posto di governatore della Martinica e delle Isole Sopravento fra il luglio 1789 e l'aprile 1790, in assenza del visconte di Damas, e dovette fronteggiare il diffondersi delle idee rivoluzionarie nella colonia.
Emigrò nel 1791 e combatté le campagne del 1792 e 1793 nell'armata di Condé. Nel 1798 entrò al servizio della Russia, e divenne tenente generale e comandante dell'armata di Samogizia, regione della Lituania annessa all'Impero russo nel 1795. Prescelto a prendere il comando delle truppe russe in Italia, fu infine sostituito da Suvorov ed inviato con 17.000 soldati sulle isole inglesi di Jersey e Guernsey per preparare uno sbarco in Francia; quando, ben presto, le sue truppe tornarono in Russia, Vioménil non le seguì e si imbarcò per il Portogallo, chiamato da Rodrigo de Sousa Coutinho, conte di Linhares, e ministro degli esteri, che nutriva seri dubbi sulla capacità di comando del maresciallo von der Golz. Il re Giovanni VI lo nominò maresciallo generale il 2 novembre 1801 e gli affidò la riforma dell'esercito, ivi compresa la creazione della futura accademia militare. Rimase in Portogallo sino al 1808, per poi recarsi in Inghilterra, da cui tornò con Luigi XVIII.
Nominato Pari di Francia nel 1814, fu incaricato il 20 marzo 1815 di organizzare le truppe di volontari realisti a Vincennes. Seguì il re a Gand nei Cento giorni e alla Seconda Restaurazione fu nominato comandante della 11ª divisione militare a Bordeaux; contribuì grandemente a preservare il sud del Paese dall'invasione spagnola; passò poi alla 13ª divisione militare a Rennes. Fu ricompensato dal sovrano per la sua lealtà: maresciallo di Francia nel 1816, marchese nel 1818, cavaliere dell'Ordine dello Spirito Santo nel 1820 ed ufficiale della Legion d'onore nel 1823.